# Quarré
Quarré je přírodní památka poblíž obce Bílý Potok v okrese Liberec. Oblast spravuje AOPK ČR Správa CHKO Jizerské hory. Chráněné území bylo zřízeno k 1. lednu 2008. Nachází se na temeni Plochého vrchu (též Plochý, 939 m).
Důvodem ochrany je vrchoviště náhorního typu s charakteristickou květenou a výskytem vzácných a ohrožených druhů rostlin. Unikátnost přírodní památky Quarré spočívá v tom, že vrchoviště je, na rozdíl od ostatních jizerskohorských vrchovišť, jež se nacházejí v pánvích nebo na bázích svahů, syceno pouze dešťovými, resp. sněhovými srážkami. Po rozsáhlé těžbě dřeva ve druhé půli 20. století je vrchovištní louka obklopena převážně mladým, řídkým lesem, jehož složení zčásti tvoří i nepůvodní smrk pichlavý. Právě neexistence souvislého a dospělého lesního porostu v okolí vrchoviště je jedním z negativních činitelů, které ovlivňují vývoj území.
Přírodní památka Quarré byla původně chráněna oplocením, dnes již neexistujícím. Území leží zcela mimo cesty a zvláště ve vlhčích dnech a obdobích je nesnadno přístupné.

## Fotogalerie

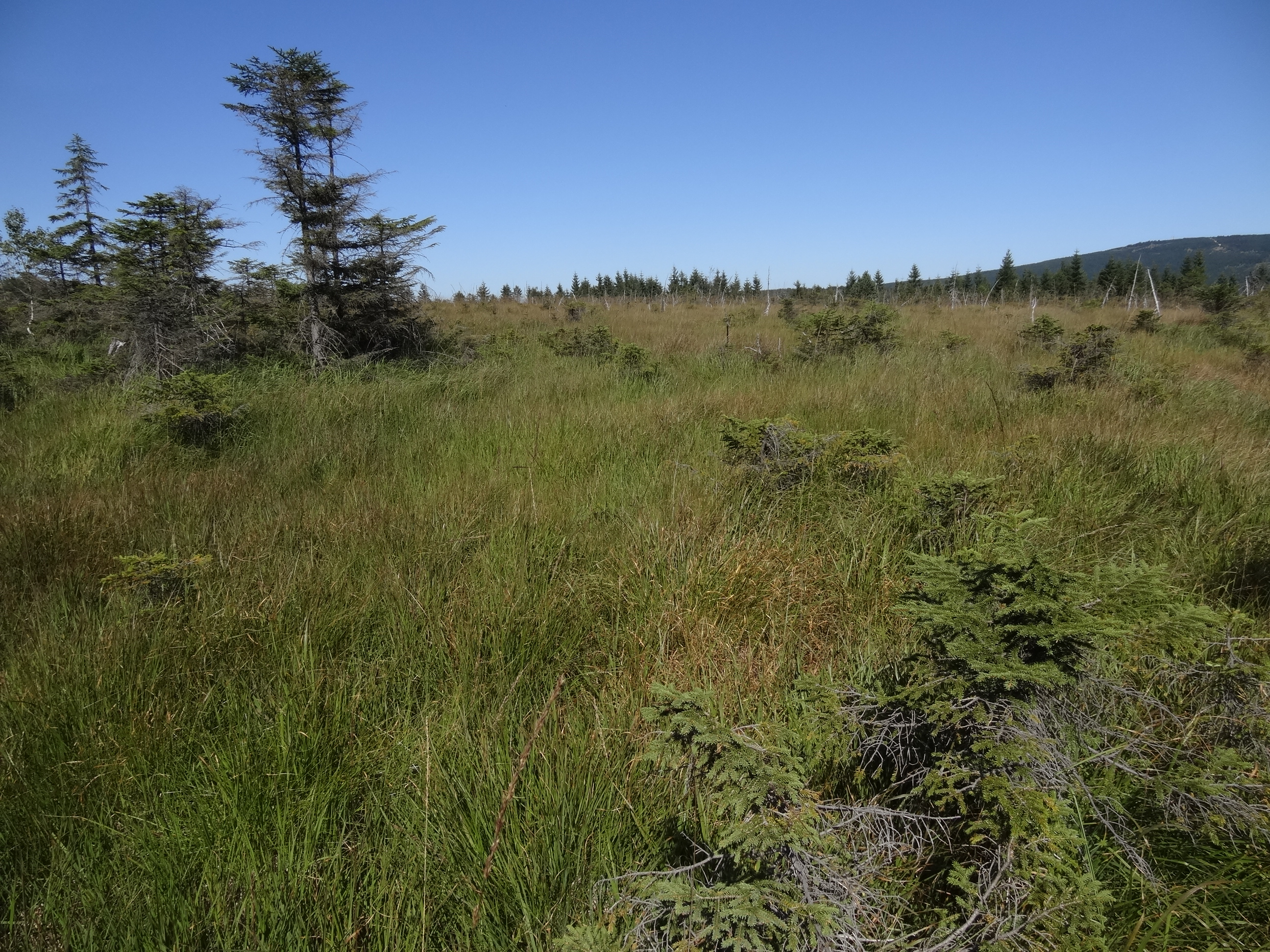
Celkový pohled na vrchovištní louku
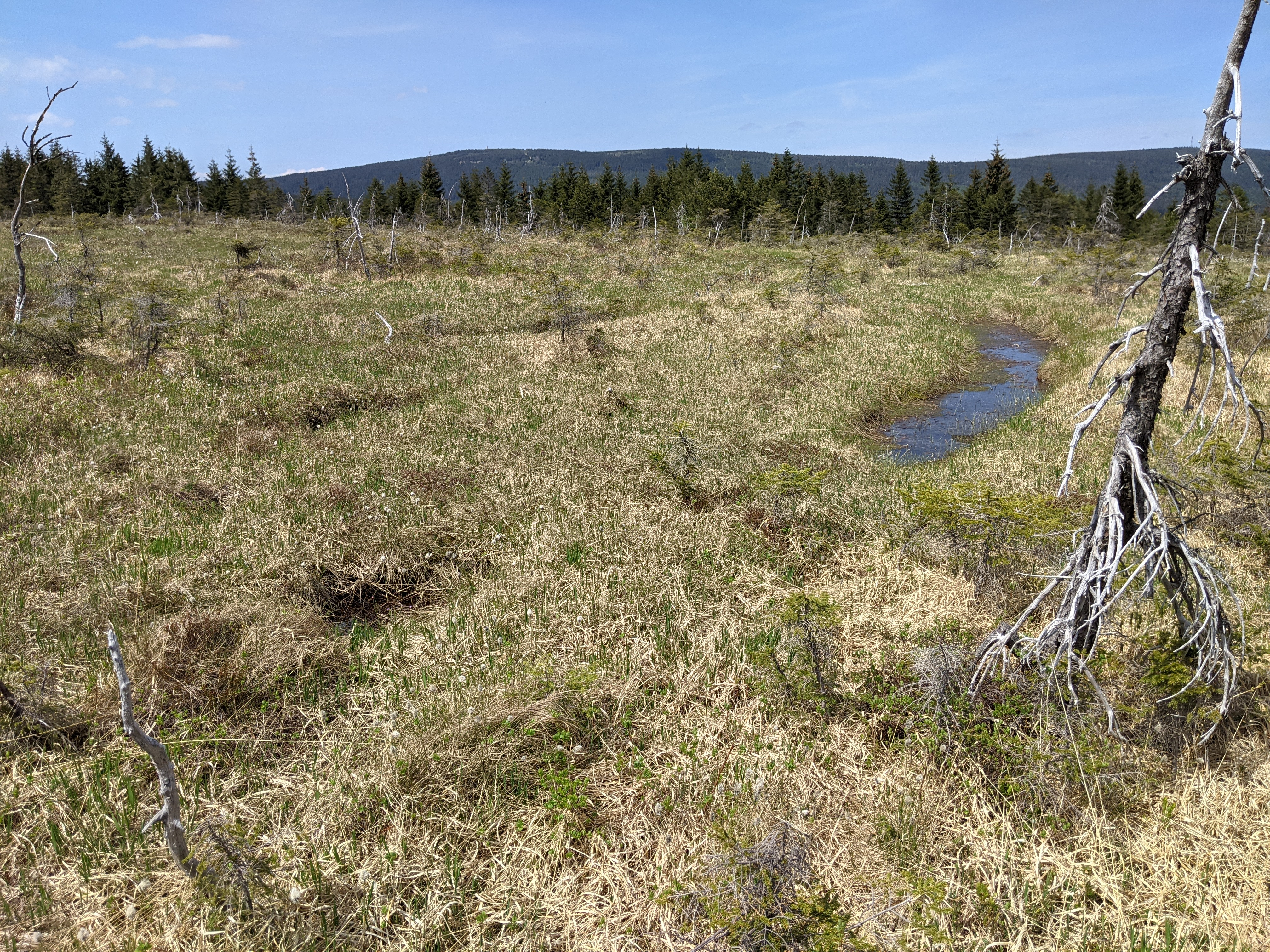
Celkový pohled na vrchoviště zjara
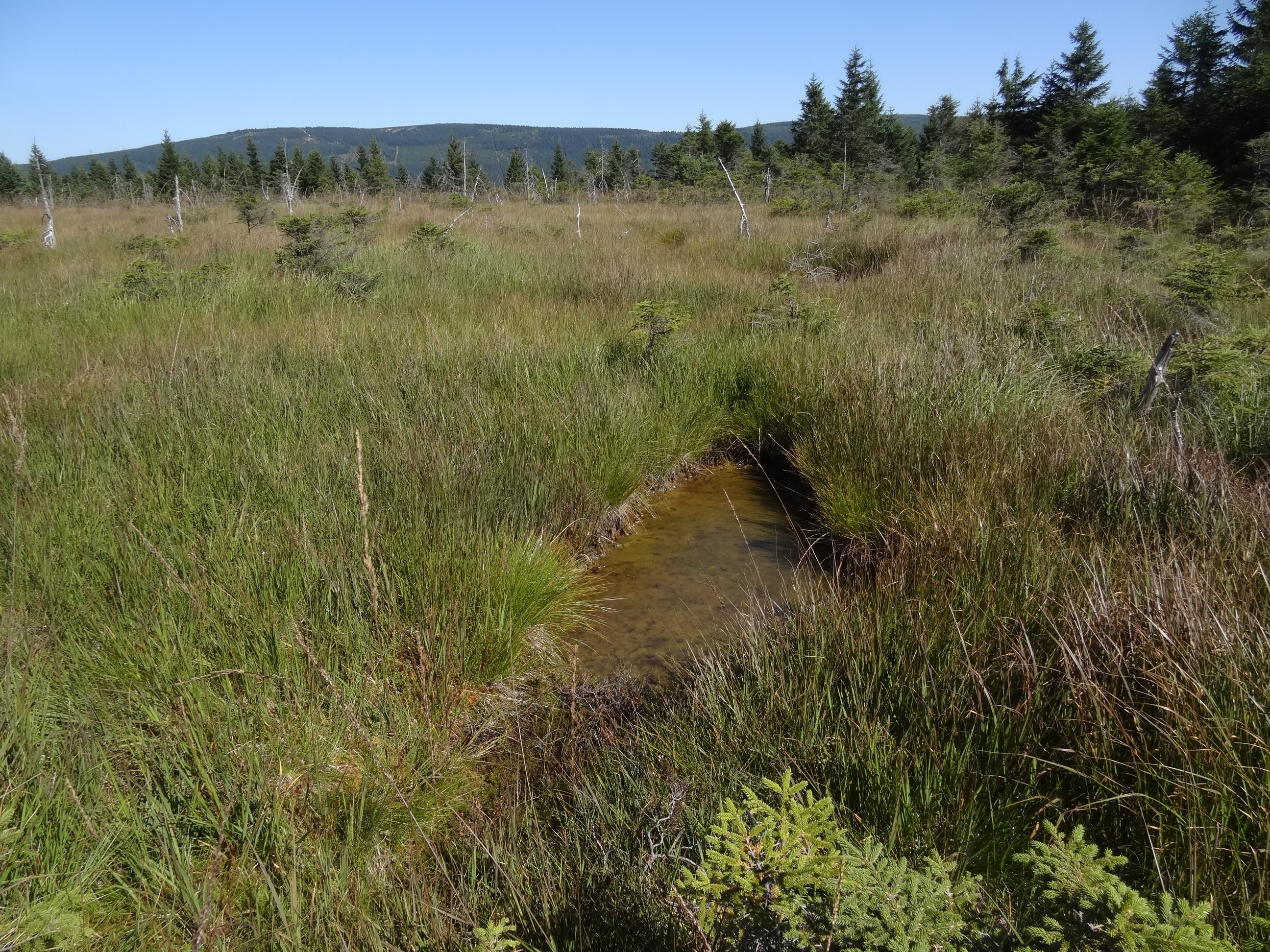
Východní část chráněného území
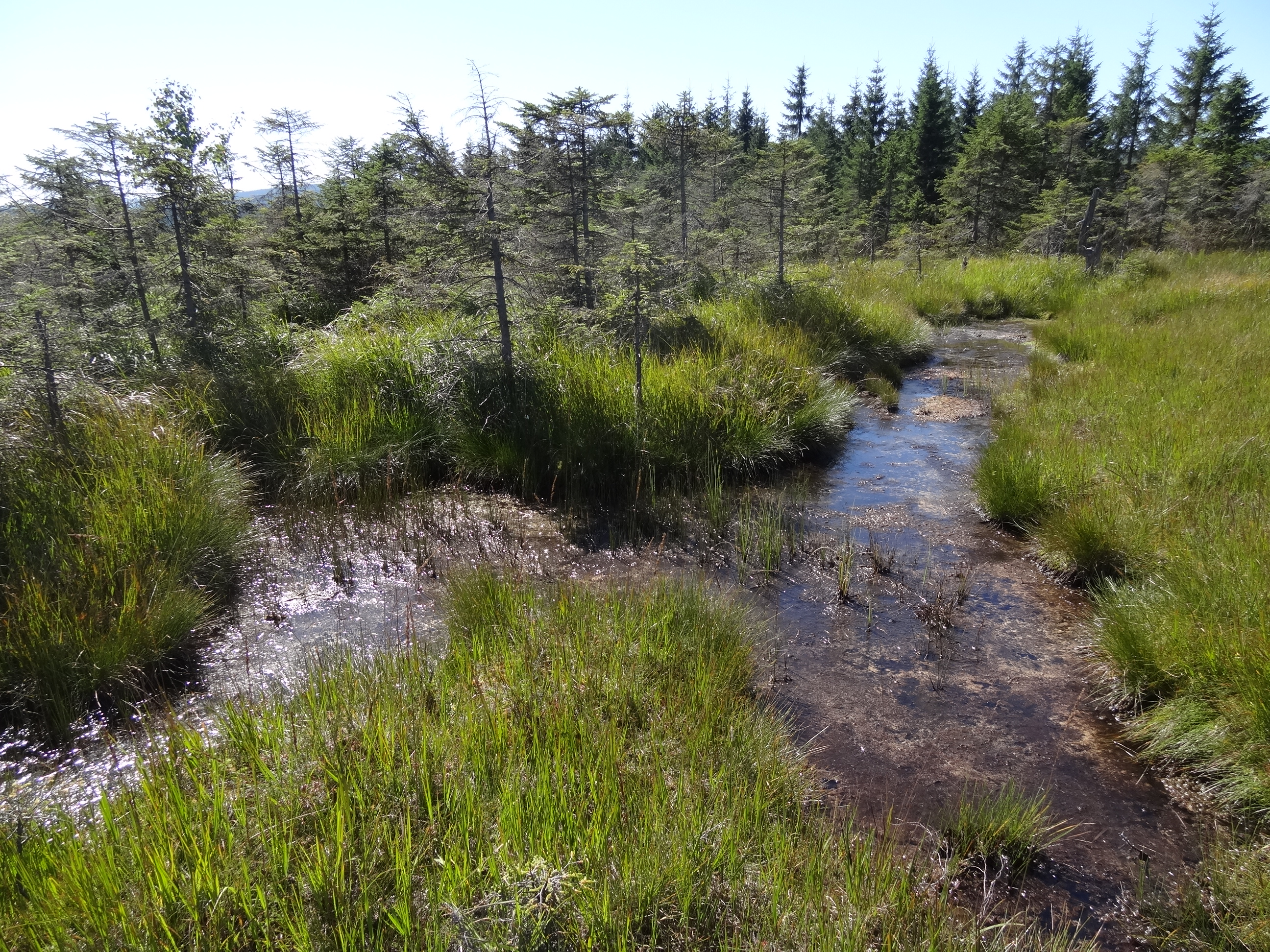
Rašelinné jezírko
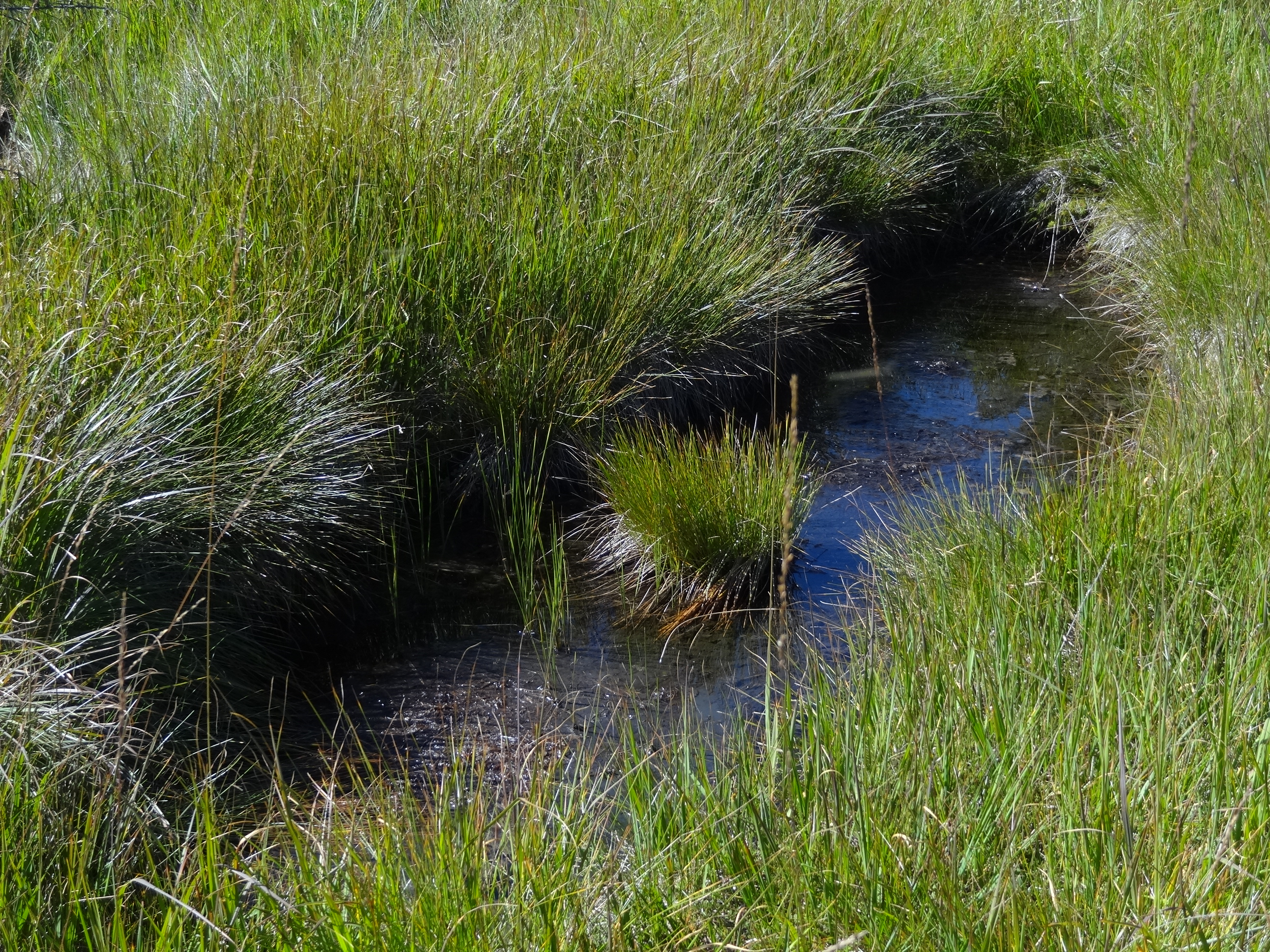
Rašelinné jezírko
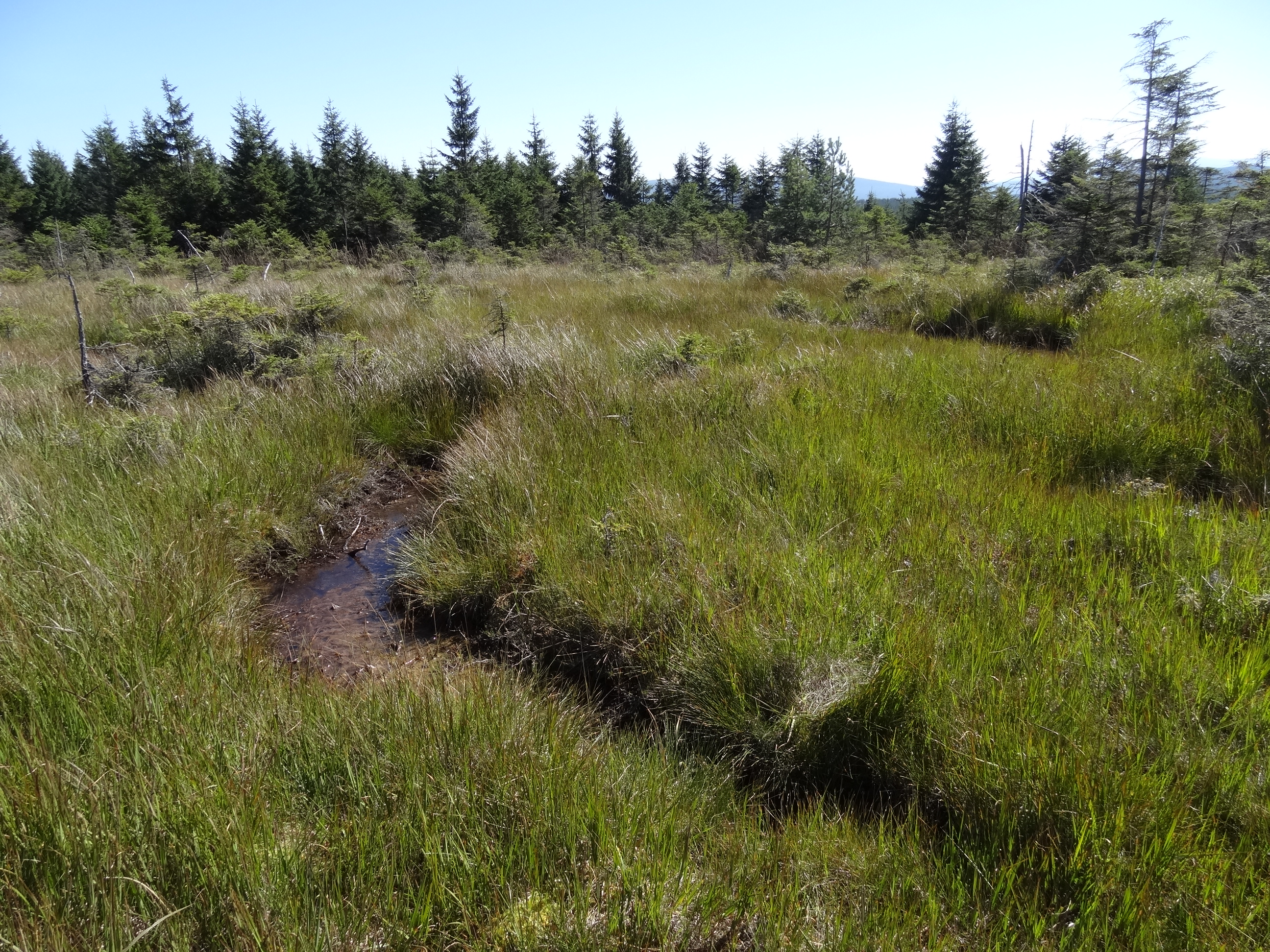
Rašelinné jezírko
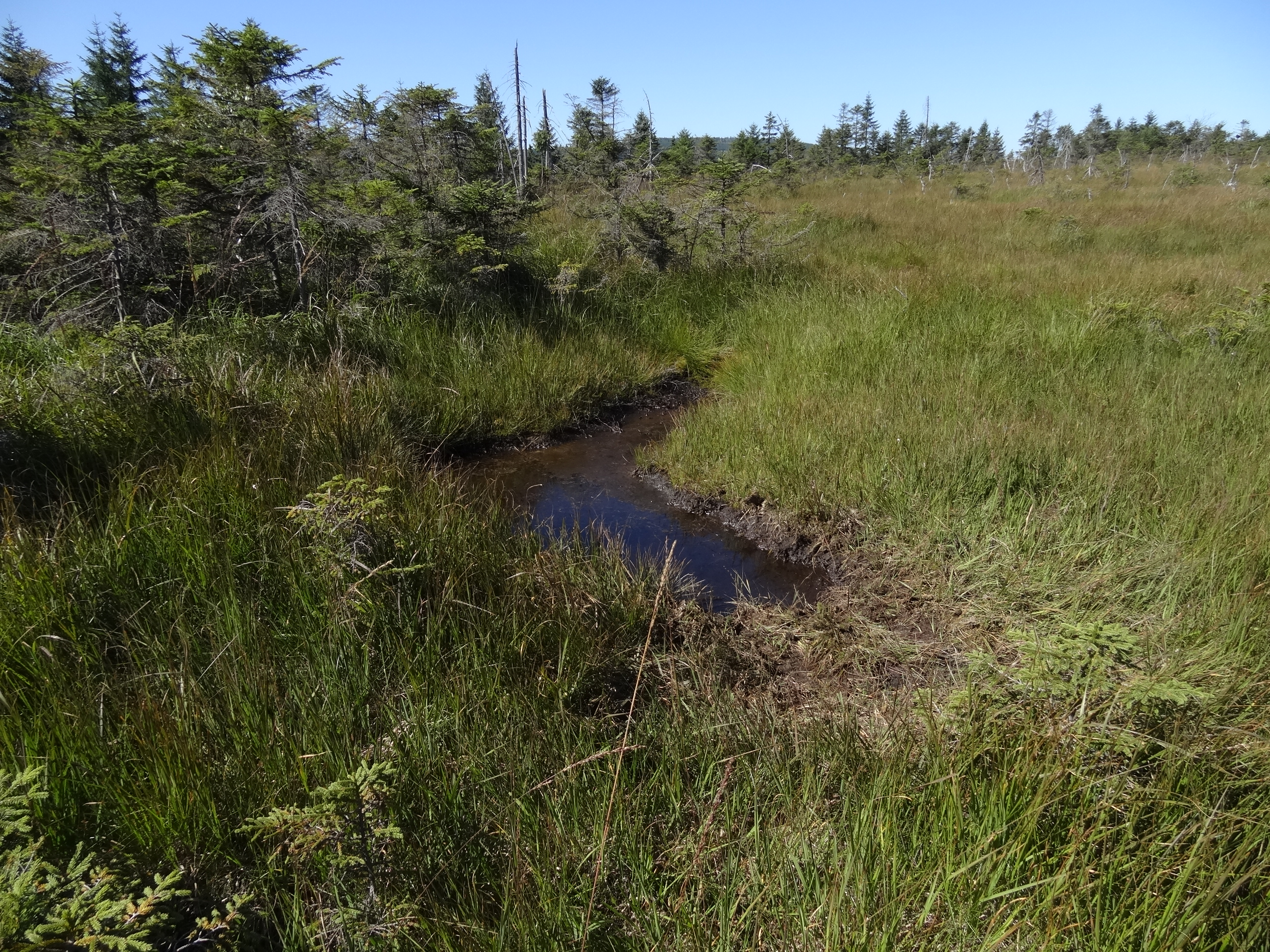
Rašelinné jezírko
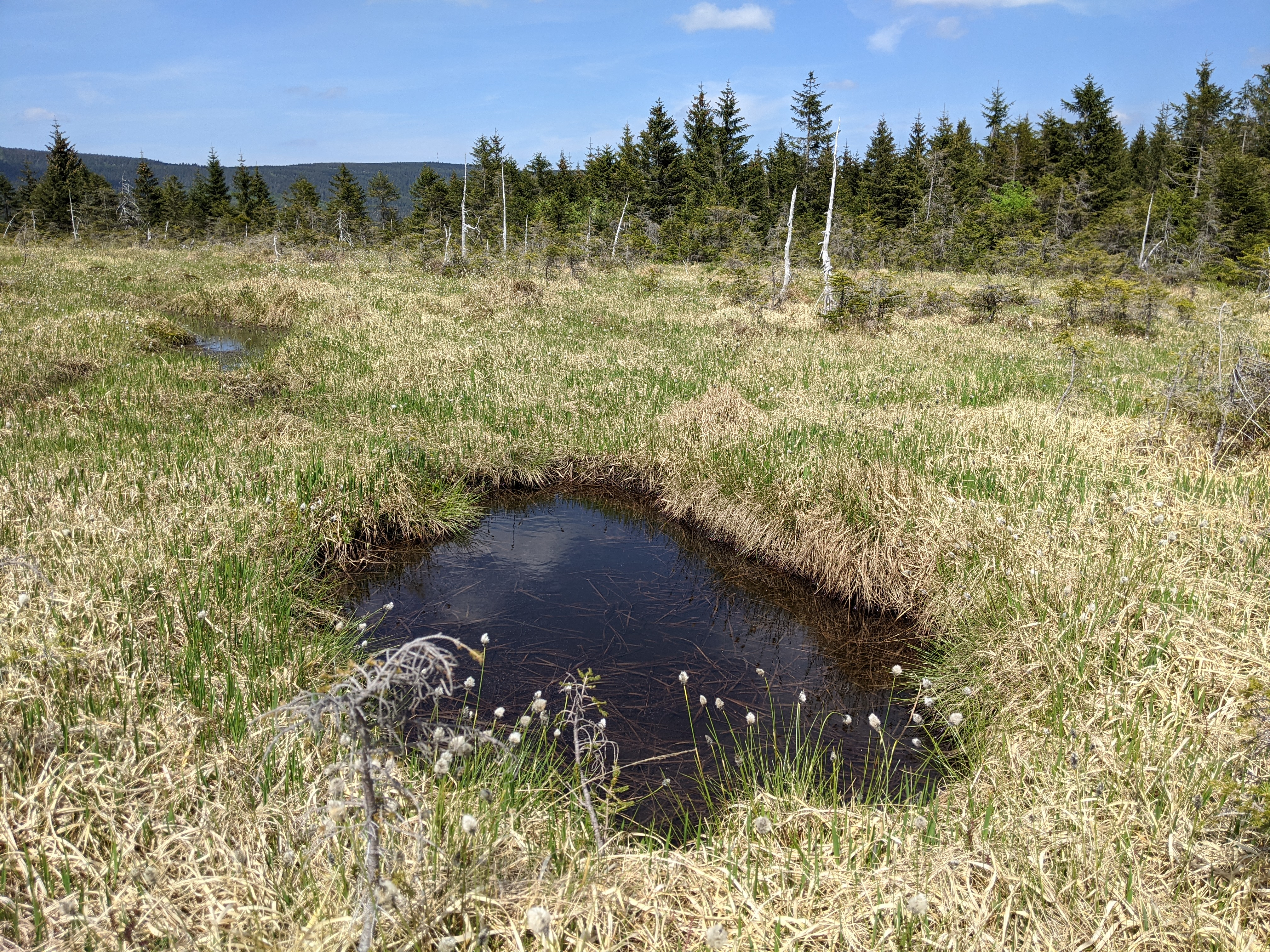
Rašelinné jezírko zjara
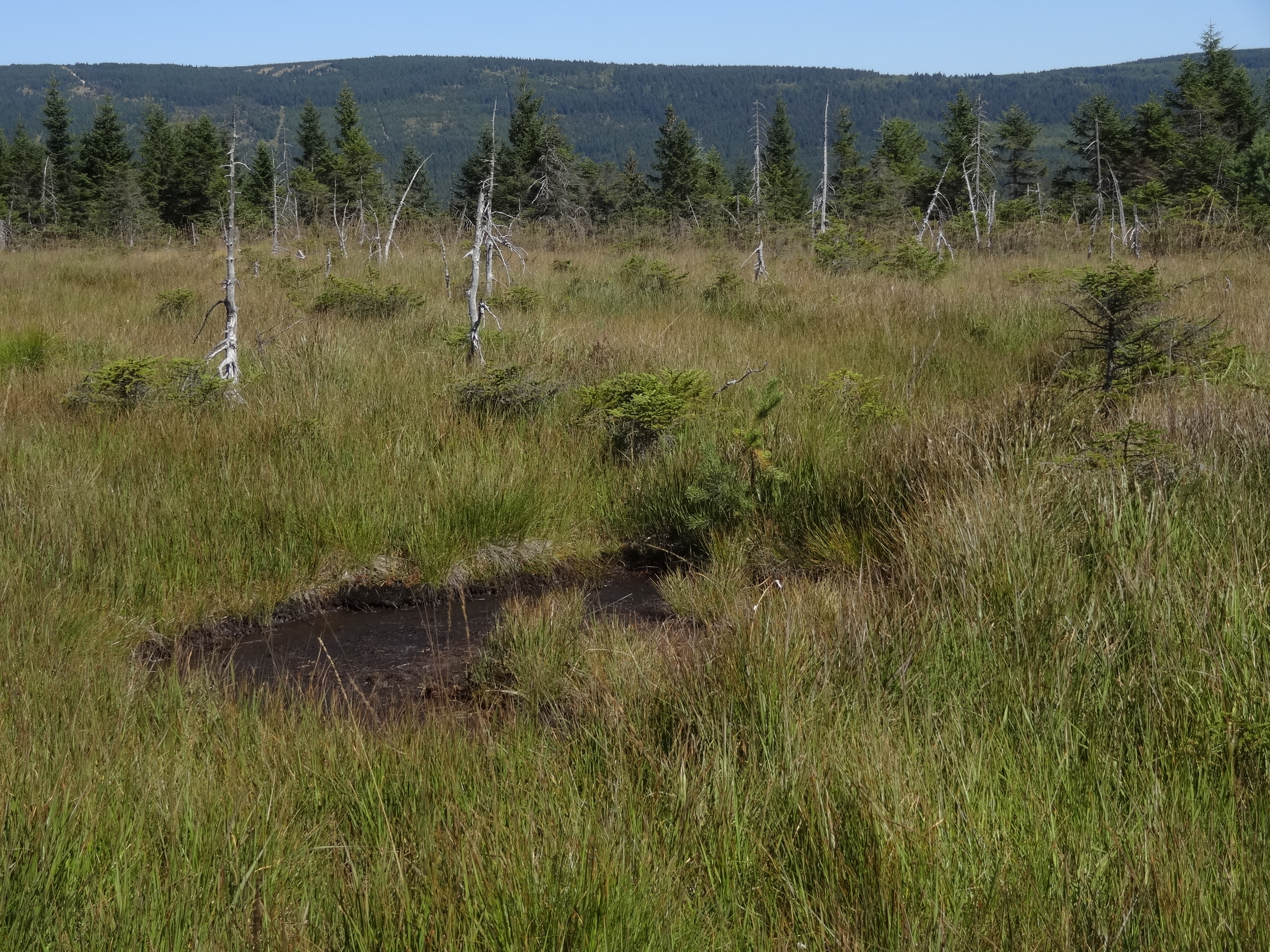
Výhled na Smrk a Stóg Izerski
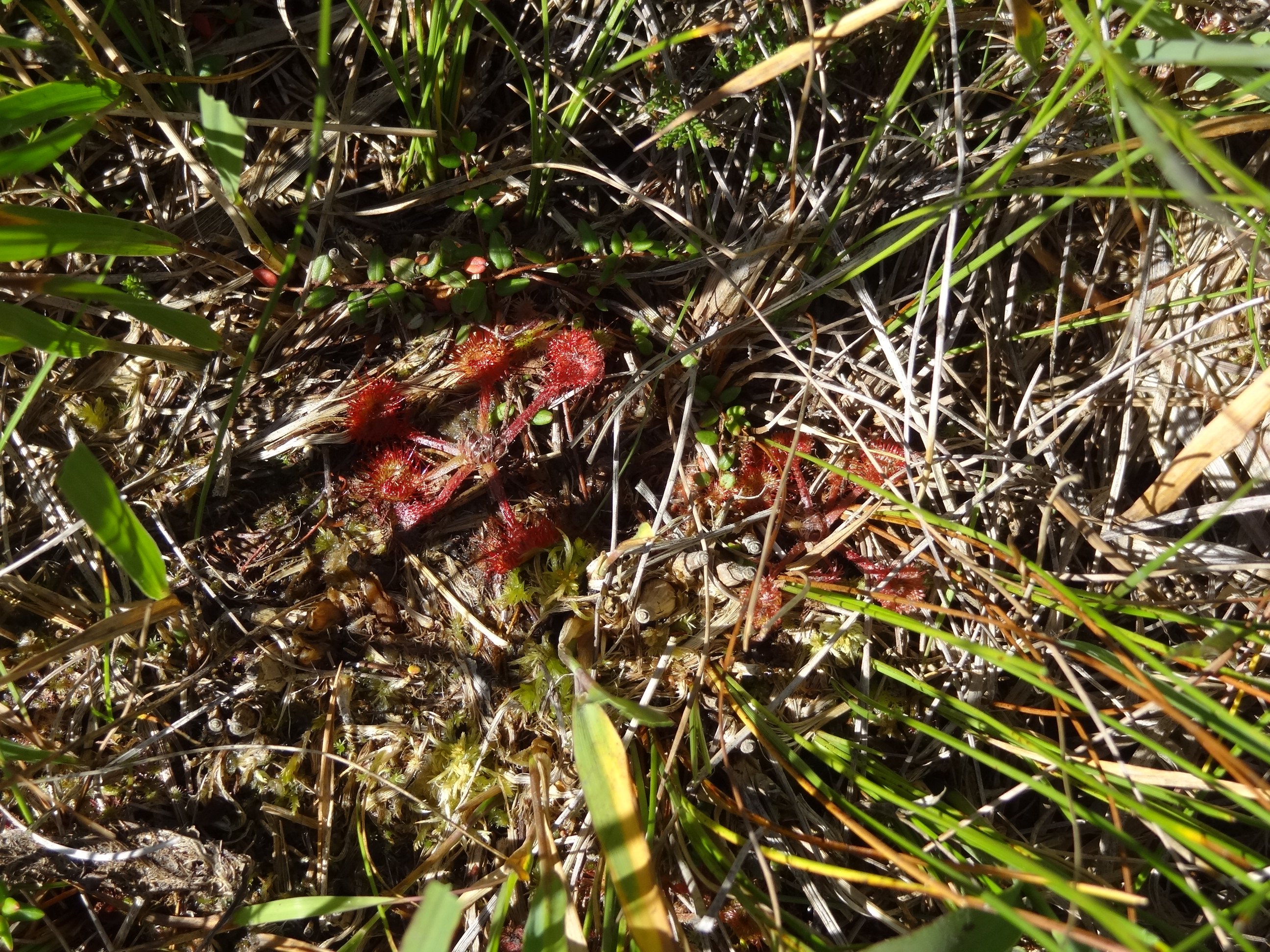
Rosnatka okrouhlolistá na vrchovišti
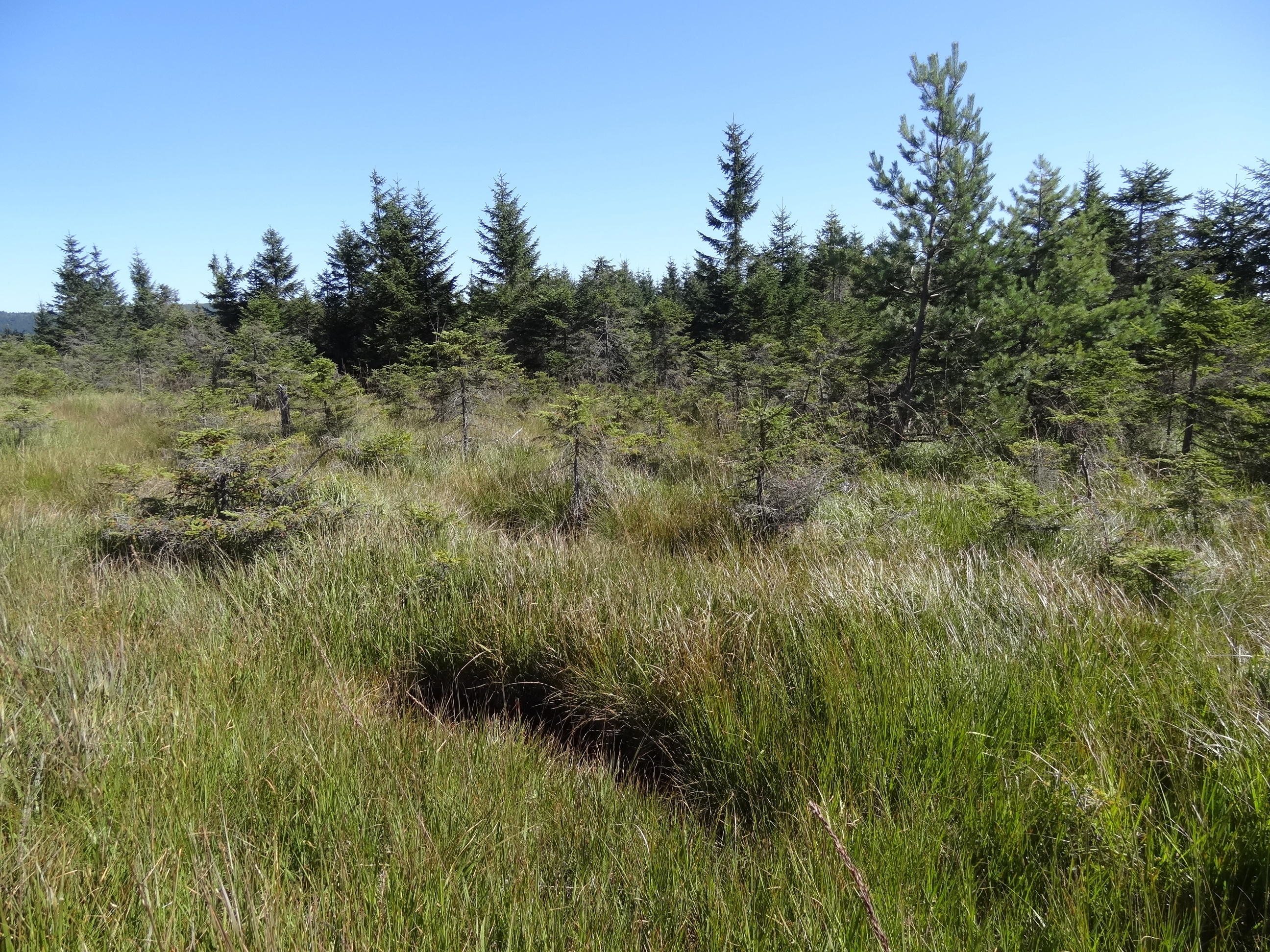
Lesní porosty na okraji PP
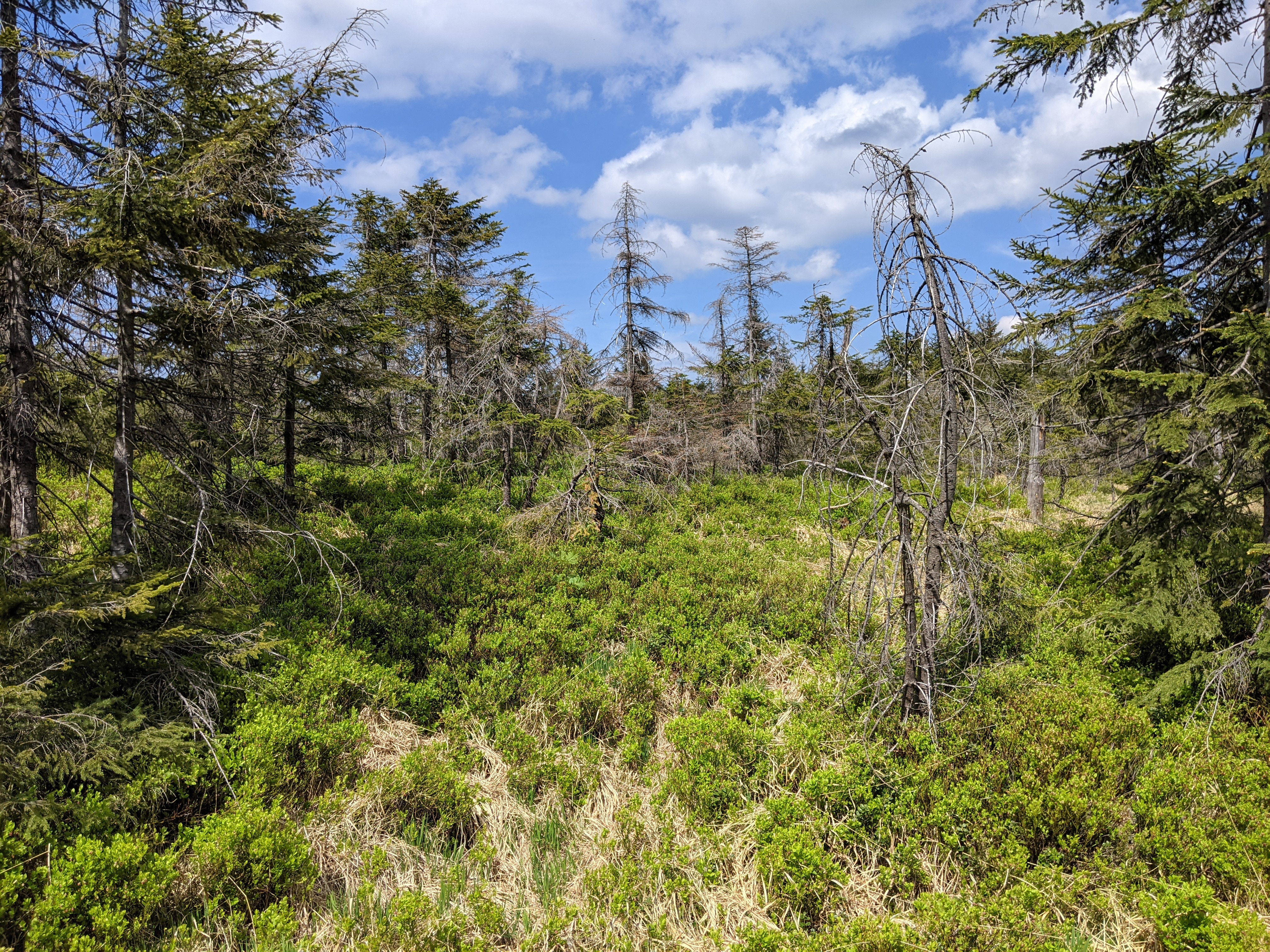
Smrčiny v ochranném pásmu